# 리처드 파인만
리처드 필립스 파인먼(영어: Richard Phillips Feynman, 영어 발음: /ˈrɪtʃərd ˈfaɪnmən/, 1918년 5월 11일~1988년 2월 15일)은 미국의 이론물리학자이다. 양자역학의 경로 적분 공식화, 양자 전기역학의 이론, 과냉각 액체 헬륨의 초유체 물리학, 그리고 쪽입자 모형을 제안한 입자 물리학의 연구로 유명하며 양자 전기역학의 발전에 기여한 공로로 1965년 줄리언 슈윙거, 도모나가 신이치로와 공동으로 노벨 물리학상을 받았다. 대한민국에서는 성 'Feynman'을 로마자 그대로 읽은 리처드 파인만으로도 알려져 있다.
후에 파인만 도형으로 알려지게 된 아원자 입자의 거동을 설명하는 수학적 표현을 위해 널리 사용되는 그림 표현 체계를 개발했다. 파인만은 일생 동안 세계에서 가장 유명한 과학자 중 한 명이 되었다. 1999년 영국 저널 《피직스 월드》가 전 세계의 저명한 물리학자 130명을 대상으로 실시한 설문조사에서 파인만은 역대 7번째 위대한 물리학자로 선정되었다.
제2차 세계 대전 중 원자폭탄 개발을 도왔고 1980년대 챌린저 우주왕복선 폭발 사고를 조사한 로저스 위원회 보고서의 일원으로 대중에게 널리 알려졌다. 이론물리학에서의 연구와 함께 양자 컴퓨터 분야를 개척하고 나노 기술의 개념을 도입한 것으로 알려져 있다. 캘리포니아 공과대학교에서 이론물리학의 리처드 C. 톨먼 교수직을 역임했다.
1959년 《바닥에 공간이 충분하다》라는 하향식 나노 기술에 대한 강연과 파인만의 학부 강의 3권으로 구성된 《파인만의 물리학 강의》를 포함하여 책과 강의를 통해 물리학을 널리 대중화했다. 또한 《파인만 씨, 농담도 잘하시네!》와 《남이야 뭐라 하건!》의 자서전 책들과 더불어 랄프 레이튼에 의한 《투바: 리처드 파인만의 마지막 여행》와 제임스 글릭의 의한 전기 《천재: 리처드 파인만의 삶과 과학》과 같은 책으로 알려지게 되었다.

## 어린 시절
파인만은 1918년 5월 11일 뉴욕 퀸즈에서 주부인 루실(니 필립스와 영업 관리자 멜빌 아서 파인만(1890–1946) 사이에서 태어났다. 파인만의 아버지는 벨라루스 민스크(당시에는 러시아 제국의 일부)에서 유대인 가정에 태어나 5살 때 부모와 함께 미국으로 이민했다. 파인만의 어머니는 미국에서 유대인 가정에서 태어났다. 루실의 아버지는 폴란드에서 이주했으며 어머니도 폴란드 이민자 가정에서 왔다. 초등학교 교사로 교육을 받았지만 직업을 얻기 전에 1917년 멜빌과 결혼했다. 파인만은 말이 늦은 아이(late talker)여서, 3번째 생일이 될 때까지 말을 하지 않았다. 성인이 되어서 그는 허식이나 과장으로 인식될 만큼 충분히 강한 뉴욕 억양으로 말을 해서, 친구 볼프강 파울리와 한스 베테는 파인만이 부랑자처럼 말한다고 평했다.
젊은 파인만은 정통 사고에 도전하기 위해 질문을 하도록 격려하고 항상 파인만에게 새로운 어떤 것을 가르칠 준비가 되어 있는 아버지의 영향을 많이 받았다. 그리고 그중 어머니로부터 평생 동안 가지게 될 유머 감각을 얻었다. 어렸을 때 공학에 재능이 있었고, 집에 실험실을 운영했으며 라디오 수리하기를 좋아했다. 이 무선 수리는 아마도 파인만의 첫 번째 직업이었을 것이며, 이 기간 동안 그는 이론물리학에서 나중에 문제를 분석하고 해결책에 도달할 때 경력에 대한 초기 적성을 보여주었다. 초등학교에 다닐 때, 부모님이 심부름을 하러 외출하는 동안 집에 도난 경보 시스템을 만들었다.
파인만이 5살이었을 때, 파인만의 어머니는 남동생 헨리 필립스를 낳았지만 4주만에 사망했다. 4년 후 리처드의 여동생 조안이 태어났고 가족은 퀸즈 파 라커웨이(Far Rockaway)로 이사했다. 조안과 파인만은 9년 동안 떨어져 있었지만 가까운 사이였으며 둘 다 세상에 대한 호기심을 공유했다. 조안과 파인만의 어머니는 여자가 세상을 이해하는 능력이 부족하다고 생각했지만 파인만은 조안의 천문학에 대한 관심을 격려했고 결국 조안은 천체물리학자가 되었다.

### 종교
파인만의 부모는 둘 다 유대인 가정 출신이었지만 종교가 없었으며, 파인만은 젊었을 때 자신을 "공언한 무신론자"라고 묘사했다. 몇 년 후 티나 레비탄에게 보낸 편지에서 유대인 노벨상 수상자에 관한 책에 대한 정보 요청을 거절하면서 "유태인 유전으로 추정되는 독특한 요소를 선택하는 것은 인종 이론에 대한 모든 종류의 말도 안되는 소라에 문을 여는 것이다"라면서 부연하기를, "나는 13세에 다른 종교적인 견해로 개종했을 뿐만 아니라 유대 민족이 어떤 식으로든 '선민'이라는 믿음을 중단했다"라고 했다. 말년에 유대신학교를 방문하는 동안 처음으로 탈무드를 접했다. 파인만은 페이지의 작은 정사각형에 원본 텍스트가 포함되어 있고 그 주변에는 여러 사람들이 시간이 지남에 따라 쓴 주석이 있다는 것을 알았다. 이런 식으로 탈무드가 발전했고 논의된 모든 내용들은 주의 깊게 기록되었다. 파인만은 이에 감명을 받았음에도 불구하고, 탈무드에서 제기되는 질문에만 관심을 두었던 랍비들이 표현한 자연과 외부 세계에 대한 관심의 부족에 실망했다.

## 교육
파인만은 동료 노벨상 수상자인 버턴 릭터와 바루크 새뮤얼 블럼버그가 다녔던 파 로커웨이 고등학교(Far Rockaway High School)에 다녔다. 고등학교에 들어가자마자, 파인만은 빠르게 상급 수학반으로 승진했다. 전기 작가 제임스 글릭에 따르면 고등학교에서 실시된 IQ 테스트에서 파인만의 IQ가 125로 추정되었다. 한 점 더 높은 점수를 받은 조안은 나중에 한 면접관에게 그녀가 더 똑똑하다고 농담으로 주장했다. 몇 년 후 그는 자신의 IQ가 너무 낮다고 말하면서 멘사 인터내셔널에 가입하는 것을 거절했다.
파인만이 15살이었을 때 삼각법, 고급 대수학, 무한 급수, 해석기하학, 그리고 미분과 적분학을 독학했다. 대학에 입학하기 전에 자신만의 표기법을 사용하여 반도함수와 같은 수학 주제를 실험하고 유도했다. 로그, 사인, 코사인 및 탄젠트 함수에 대한 특수 기호를 만들어 세 변수를 곱한 것처럼 보이지 않도록 하고 또한 미분에 대해서는 {\displaystyle dx} 안의 {\displaystyle d}를 약분하려는 유혹을 뿌리쳤다. 아리스타 아너 소사이어티(Arista Honor Society)의 회원으로 고등학교 마지막 해에 뉴욕 대학교 수학 선수권 대회에서 우승했다. 파인만의 직접적인 성격 묘사 습관은 때때로 더 전통적인 사고방식을 뒤흔들기도 했는데, 예를 들면 고양이 해부학을 배울 때에 그의 질문 중 하나는(해부학 도표를 참조하면서) "고양이 지도 갖고 있나요?"였다.
파인만은 컬럼비아 대학교에 지원했지만 허용된 유대인 수에 대한 할당(quota for the number of Jews admitted) 때문에 받아들여지지 않았다. 대신 매사추세츠 공과대학교에 다녔고 그곳에서 파이 람다 파이(Pi Lambda Phi) 남학생 클럽에 합류했다. 파인만은 원래 수학을 전공했지만 수학이 너무 추상적이라고 생각하여 나중에 전기 공학으로 전환했다. 파인만 본인이 "너무 멀리 갔다"는 것을 알게 된 후부터는 "중간 어딘가"라고 주장한 물리학으로 전환했다. 학부 시절에는 《피지컬 리뷰》에 두 편의 논문을 발표했다. 마누엘 발라르타와 공동으로 쓴 논문 중 하나는 "은하의 별들에 의한 우주선의 산란(The Scattering of Cosmic Rays by Stars of the Galaxy)"이라는 제목이었다.

발라르타는 그의 제자에게 멘토 프로테제 출판(mentor-protégé publishing)의 비밀을 알려주기를: 선임 과학자의 이름이 우선이다. 파인만은 몇 년 후, 하이젠베르크가 "발라르타와 파인만에 의한 그러한 효과는 기대되지 않는다"는 문구로 우주 광선에 관한 책을 마무리했을 때 복수를 했다. 그들이 다음에 만났을 때, 파인만은 발라르타가 하이젠베르크의 책을 보았는지 기쁜듯이 물었다. 발라르타는 파인만이 싱긋 웃는 이유를 알았다. "그래,"라고 그가 대답했다. "자네가 우주 광선의 마지막 단어지."

다른 하나는 존 C. 슬레이터John C. Slater의 아이디어를 바탕으로 한 "분자의 힘(Forces in Molecules)"에 대한 그의 선임 논문이었다. 그 논문에 감명을 받은 슬레이터는 그것을 출판했다. 오늘날, 그것은 헬만-파인만 정리라고 알려져 있다.
1939년에 파인만은 학사 학위를 받았고 퍼트남 펠로우로 명명되었다. 파인만은 프린스턴 대학교 물리학 대학원 입학시험에서 만점을 받았고, 수학에서 뛰어난 점수를 받았지만, 역사와 영어 영역에서는 성적이 좋지 않았다. 물리학부장인 헨리 D. 스마이스Henry D. Smyth는 필립 M. 모스Philip M. Morse에게 편지를 쓰면서 또 다른 고민이 있었다. 모스가 묻길: "파인만은 유대인인가? 우리는 유대인에 대한 명확한 규칙은 없지만 그들을 배치하는 것이 어렵기 때문에 우리 부서에서 그들의 비율을 상당히 작게 유지해야 한다."라고 했다. 모스는 파인만이 과연 유대인이라는 것을 인정했지만, 파인만의 "인상(physiognomy)과 태도는, 하지만, 이러한 특징의 흔적을 보여주지 않는다"고 스마이스를 안심시켰다.
휠러-파인만 흡수자 이론(Wheeler–Feynman absorber theory)의 고전적인 버전에 관한 파인만의 첫 번째 세미나에 참석했던 사람들에는 알베르트 아인슈타인, 볼프강 파울리, 그리고 폰 노이만을 포함되었다. 파울리는 이론이 정량화하기 매우 어려울 것이라고 미리 언급했고, 아인슈타인은 프레드 호일 경과 자얀트 나리카르Jayant Narlikar가 훨씬 후에 호일-나리카르 중력 이론(Hoyle–Narlikar theory of gravity)으로 행한 일반상대성 이론에서 이 방법을 중력에 적용하려고 할 수도 있다고 말했다. 파인만은 1942년 프린스턴에서 박사학위를 받았는데; 그의 논문 지도교수는 존 아치볼드 휠러였다. "양자역학에서 최소 작용의 원리 (The Principle of Least Action in Quantum Mechanics)"라는 제목의 박사학위 논문에서, 파인만은 전기역학의 휠러-파인만 흡수자 이론을 양자화하려는 욕구에 영감을 받아 최소작용의 원리(Stationary-action principle)를 양자역학의 문제에 적용하였고, 경로 적분 공식화와 파인만 도표를 위한 토대를 마련하였다. 중요한 통찰은 양전자가 마치 시간을 거슬러 움직이는 전자처럼 행동한다는 것이다. 제임스 글릭은 다음과 같이 썼다.

리처드 파인만은 그의 능력의 절정에 다다랐다. 스물셋에 ... 이론과학의 원천 재료에 대한 그의 풍부한 지휘에 필적할 수 있는 물리학자는 지구상에 없었을지도 모른다. 그것은 (휠러-파인먼 공동작업에서 나타난 수학적 장치는 휠러 자신의 능력을 넘어섰지만 ...) 수학의 재능만이 아니었다. 파인만은 같은 나이의 아인슈타인, 소련의 물리학자 레프 란다우처럼 방정식 뒤에 있는 실체에 대해서 가공할만한 용이함을 소유한 것 같았으며, 그러나 다른 사람들은 그렇지 않았다.

프린스턴 대학으로 진학한 파인만의 장학금 지급 조건 중 하나는 그가 결혼할 수 없다는 것이었다. 그럼에도 불구하고, 그는 고등학교 때 연인인 알린 그린바움Arline Greenbaum을 계속 만났고, 그녀가 결핵으로 심각하게 아프다는 사실에도 불구하고 박사학위를 받으면 그녀와 결혼하기로 결심했다. 이것은 그 당시 불치병이었고, 그녀는 2년 이상 살 것으로 예상되지 않았다. 1942년 6월 29일, 그들은 페리호를 타고 스태튼 아일랜드로 갔고, 그곳에서 그들은 시청에서 결혼했다. 그 의식에는 가족도 친구도 참석하지 않았고 한 쌍의 낯선 사람들이 목격했다. 파인만은 알린의 볼에만 키스를 할 수 있었다. 식이 끝난 후 그는 그녀를 데보라 병원으로 데려갔고, 그곳에서 그는 주말에 그녀를 방문했다.

## 맨해튼 계획

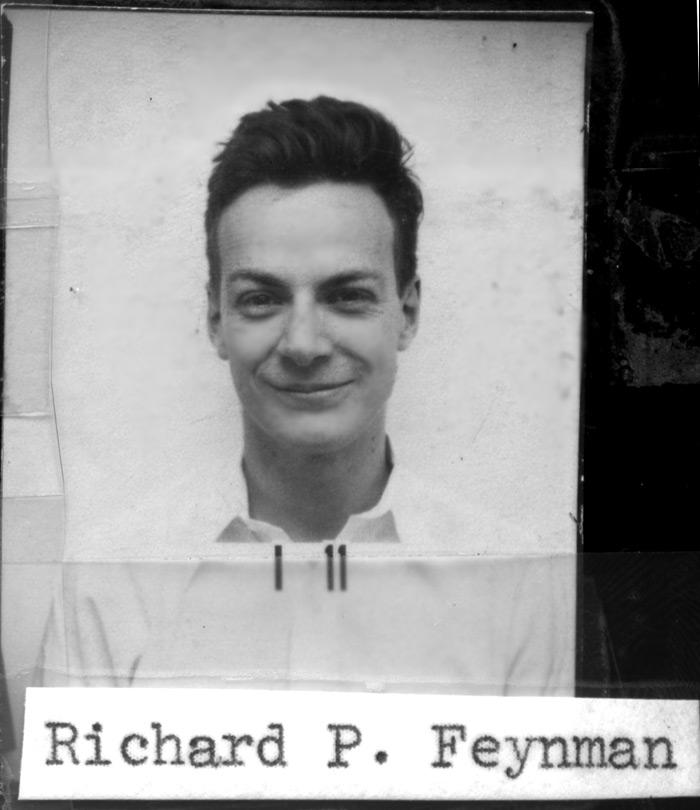
파인만의 로스앨러모스 ID 배지

1941년, 유럽에서는 제2차 세계 대전이 발발했지만 미국은 아직 전쟁이 시작되지 않은 상태에서 파인만은 여름을 펜실베니아의 프랭크포드 무기고(Frankford Arsenal)에서 탄도 문제를 연구하는 데 보냈다. 진주만 공격이 미국을 전쟁으로 몰아넣은 후, 파인만은 맨해튼 프로젝트의 일환으로 원자 폭탄에 사용할 농축 우라늄을 생산하는 수단을 연구하던 로버트 R. 윌슨Robert R. Wilson에 의해 모집되었다. 당시 파인만은 대학원 학위를 취득하지 못했다. 프린스턴에 있는 윌슨의 팀은 우라늄-235와 우라늄-238을 전자기적으로 분리하기 위한 아이소트론(isotron)이라는 장치를 연구하고 있었다. 이것은 캘리포니아 대학교의 방사선 연구소에서 윌슨의 전 멘토인 어니스트 로런스의 팀이 개발 중인 캘루트론에서 사용하는 것과는 완전히 다른 방식으로 수행되었다. 서류상으로는 등전자가 칼루트론보다 몇 배나 더 효율적이었지만 파인만과 폴 올룸Paul Olum은 그것이 실용적인지 여부를 결정하기 위해 분투했다. 결국 로렌스의 권고로 아이소트론 프로젝트는 포기되었다.
1943년 초, 로버트 오펜하이머는 원자폭탄이 설계되고 제조될 뉴멕시코의 메사에 비밀 연구소인 로스앨러모스 연구소를 설립하고 있었다. 프린스턴 팀에게 그곳으로 재배치하자는 제안이 있었다. 윌슨은 후에 "전문 군인 무리와 같이 우리는 로스앨러모스에 가기 위해, 단체로, 등록했다."라고 회상했다. 다른 젊은 물리학자들과 마찬가지로, 파인만은 곧 시카고에서 멀리 떨어진 파인먼에게 전화를 걸어 알라인을 위해 뉴멕시코 앨버커키의 요양소를 찾았다고 알리는 카리스마 넘치는 오펜하이머의 마법에 걸렸다. 그들은 1943년 3월 28일 기차로 떠나 뉴멕시코로 가장 먼저 출발한 사람들 중 하나였다. 철도 회사는 알린에게 휠체어를 제공했고, 파인만은 그녀를 위해 개인 방에 대한 추가 요금을 지불했다. 그곳에서 그들은 결혼 기념일을 보냈다.
로스앨러모스에서, 파인만은 한스 베테의 이론적(T) 디비전에 배치되어, 그룹 리더가 될 만큼 베테에게 깊은 인상을 주었다. 그와 베테는 로버트 서버Robert Serber의 이전 연구를 바탕으로 핵분열 폭탄의 폭발력을 계산하기 위한 베테-파인만 방정식을 개발했다. 그는 주니어 물리학자로서, 이 프로젝트의 중심이 아니었다. 그는 이론 부문에서 인간 컴퓨터들의 연산 그룹을 관리했다. 스탠리 프랭클Stan Frankel과 니콜라스 메트로폴리스Nicholas Metropolis와 함께, 그는 계산을 위해 IBM 천공 카드를 사용하는 시스템을 만드는 것을 도왔다. 그는 나중에 커넥션 머신(Connection Machine)에서 사용한 새로운 로그 연산 방법을 발명했다. 열성적인 드러머인 파인만은 기계가 음악적 리듬을 따르도록 하는 방법을 알아냈다.
로스앨러모스에서의 다른 연구에는 핵분열성 물질 조립체가 임계치에 얼마나 가까운지를 측정하기 위해 소형 원자로인 로스앨러모스 "물 보일러"의 중성자 방정식을 계산하는 것이 포함되었다.
이 작업을 완료한 후 파인만은 맨해튼 계획이 우라늄 농축 시설을 갖고 있던 테네시주 오크리지에 있는 클린턴 엔지니어 제작소(Clinton Engineer Works)로 파견되었다. 그는 특히 농축 우라늄이 중성자 감속재 역할을 하는 물과 접촉할 때 임계사고를 피할 수 있도록 재료 저장을 위한 안전 절차를 고안하는 데 그곳의 엔지니어를 도왔다. 그는 핵물리학에 대한 강의를 일반 직원들에게 제공하여 그들이 위험을 깨닫게 해줄 것을 주장했다. 그는 농축되지 않은 우라늄은 양이 얼마든지 안전하게 저장될 수 있지만 농축된 우라늄은 조심스럽게 다루어야 한다고 설명했다. 그는 다양한 등급의 농축에 대한 일련의 안전 권장 사항을 개발했다. 그는 오크리지의 사람들이 그의 제안에 어려움을 느낀다면, 로스앨러모스가 "그렇지 않으면 그들의 안전에 대해 책임을 질 수 없다"고 알려야 한다는 말을 들었다.

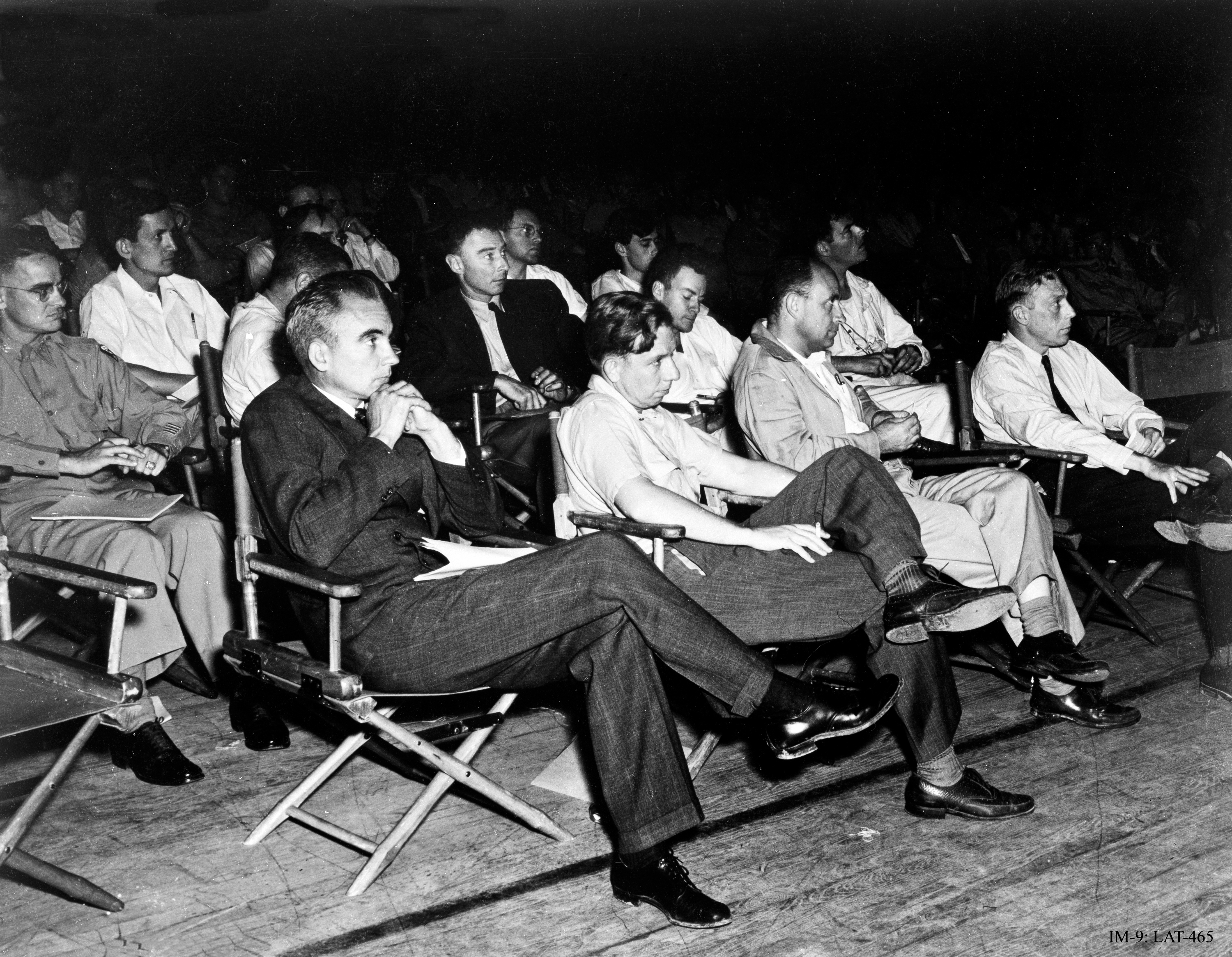
로스앨러모스 연구소에서의 "수퍼_{Super}"에 관한 1946 콜로키움에서. 파인만은 오펜하이머 다음으로 두 번째 줄 왼쪽에서 네 번째

로스앨러모스로 돌아온 파인만은 제안된 수소화 우라늄 폭탄(Uranium hydride bomb)에 대한 이론적인 작업과 계산을 책임지는 그룹의 책임자가 되었는데, 이것은 궁극적으로 실현 불가능한 것으로 판명되었다. 그는 물리학자 닐스 보어에 의해 일대일 토론을 요청받았다. 그는 나중에 그 이유를 발견했는데: 대부분의 다른 물리학자들은 보어와 논쟁을 벌이기에는 너무 경외심이 강했다. 파인만은 보어의 생각에 결점이 있다고 생각되는 어떤 것도 강력하게 지적하면서 그러한 억제를 하지 않았다. 그는 보어를 다른 누구 못지않게 존경한다고 말했지만, 그가 물리학에 대해 이야기하게 되면, 그는 너무 집중하게 되어 사회적 섬세성에 대해 잊어버리게 될 것이라고 말했다. 아마도 이것 때문에 보어는 결코 파인만에게 호의적이지 않았다.
보안을 위해 격리된 로스앨러모스에서 파인만은 물리학자들의 캐비닛과 책상에 있는 잠금 장치를 조사하면서 즐거워했다. 그는 종종 그들이 공장 설정에 잠금 조합을 남겨두거나, 조합을 기록하거나, 날짜와 같이 쉽게 추측할 수 있는 조합을 사용한다는 것을 발견했다. 그는 물리학자가 사용할 수 있다고 생각하는 숫자를 시도하여 한 캐비닛의 조합을 찾았는데 (자연로그의 밑수 e = 2.71828... 27–18–28로 판명됨) 동료가 연구 노트를 보관했던 세 개의 파일 캐비닛이 모두 동일한 조합을 가지고 있다는 것을 발견했다. 그는 장난으로 캐비닛에 메모를 남겼고, 동료인 프레데릭 드 호프만Frederic de Hoffmann<을 겁주어 스파이가 메모장에 접근했다고 생각하게 만들었다.
파인먼의 월급 380달러는 그의 적당한 생활비와 알라인의 의료비 지출에 필요한 금액의 절반 정도였고, 그들은 그녀의 저축으로 3,300달러를 쓸 수 밖에 없었다. 주말에 그는 친구 클라우스 푸흐스Klaus Fuchs로부터 차를 빌려서 앨버커키에 가서 알라인을 보았다. 로스앨러모스에서 누가 스파이가 될 가능성이 가장 높냐는 질문에, 푸흐스는 파인만의 금고 열기와 앨버커키로의 잦은 여행을 언급했는데; 푸흐스 자신은 나중에 소련을 위해 스파이 활동을 했다고 자백했다.FBI는 파인만에 대한 방대한 파일을 작성했다., 특히 파인만의 Q 비밀허가(Q clearance)에 관해서였다.

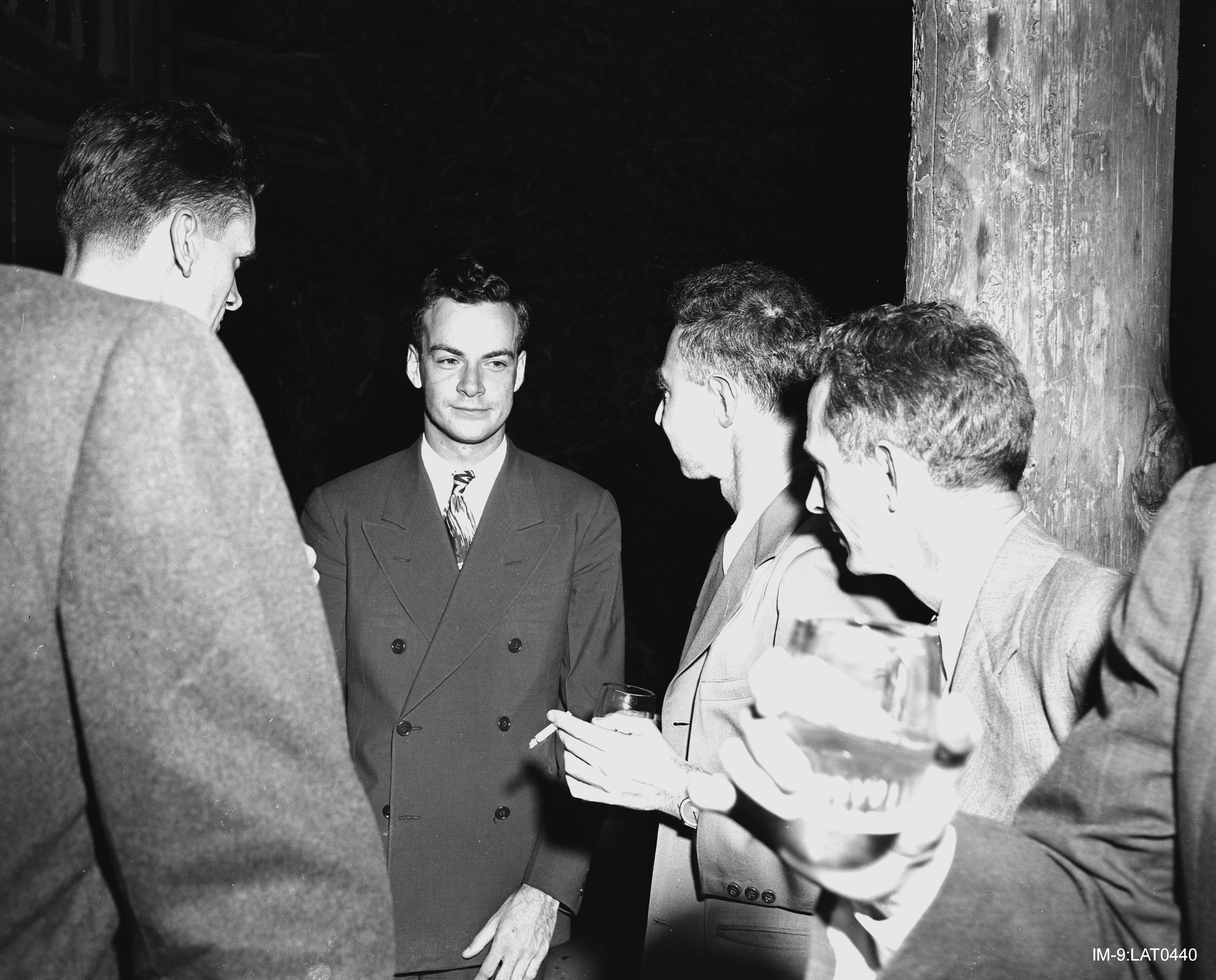
맨해튼 계획 동안 로스앨러모스 연구소 사회적 행사에서 로버트 오펜하이머(파인만의 바로 오른쪽)와 함께한 파인만(가운데)

알린이 죽어가고 있다는 소식을 듣고 파인만은 앨버커키로 가서 1945년 6월 16일 사망할 때까지 몇 시간 동안 그녀와 함께 앉아 있었다. 그다음 그는 프로젝트 작업에 몰두했고 트리니티 핵 실험에 참관했다. 파인만은 매우 어두운 안경이나 용접공용 렌즈의 제공없이 폭발을 목격한 유일한 사람이라고 주장했으며, 트럭 앞유리를 통해 보는 것이 유해한 자외선을 차단할 수 있어서 안전했다고 추론했다. 폭발의 엄청난 밝기로 인해 그는 트럭 바닥으로 몸을 숨겼고 그곳에서 일시적인 "보라색 얼룩점" 잔상을 보았다.

## 코넬
파인만은 명목상 위스콘신-매디슨 대학교에서 물리학 조교수로 임명되었지만 맨해튼 프로젝트에 참여하는 동안 무급 휴가를 받았다. 1945년에 그는 문과대학의 학장인 마크 잉그라함Mark Ingraham으로부터 다음 학년도에 가르치기 위해 대학으로 복귀할 것을 요청하는 편지를 받았다. 그가 복귀를 약속하지 않았을 때 그의 임명은 연장되지 않았다. 몇 년 후 그곳에서 열린 강연에서 파인만은 "저를 해고할 수 있는 좋은 감각을 가진 유일한 대학으로 다시 돌아와서 정말 기쁘다."라고 말했다.
일찍이 1943년 10월 30일에 베테는 그의 모교인 코넬의 물리학과장에게 편지를 써서 파인만을 고용할 것을 추천했다. 1944년 2월 28일, 이것은 코넬 출신의 로버트 바허Robert Bacher와 로스앨러모스의 가장 선임 과학자 중 한 명에 의해 승인되었다. 이로 인해 1944년 8월에 제안이 이루어졌고 파인만은 이를 수락했다. 오펜하이머는 또한 파인만을 캘리포니아 대학교에 채용하기를 희망했지만 물리학과 책임자인 레이몬드 T. 버지Raymond T. Birge는 내키지 않았다. 그는 1945년 5월에 파인만에게 제안을 했지만 파인만은 이를 거절했다. 코넬은 연봉 3,900달러의 제안과 맞먹었다. 파인만은 1945년 10월에 뉴욕 이타카로 떠나는 로스앨러모스 연구소의 그룹 리더 중 첫번째 사람이 되었다.
파인만은 더 이상 로스앨러모스 연구소에서 일하지 않았기 때문에 그는 더 이상 징집에서 면제되지 않았다. 그의 입회식에서 육군의 정신과 의사들은 파인만이 정신 질환을 앓고 있다고 진단했고 육군은 그에게 정신적 이유로 4-F 면제를 주었다. 그의 아버지는 1946년 10월 8일 갑자기 사망했고, 파인만은 우울증에 시달렸다. 1946년 10월 17일 그는 알린에게 자신의 깊은 사랑과 비탄을 표현하는 편지를 썼다. 편지는 봉인되었고 그가 죽은 후에야 개봉되었다. 편지는 "이것을 우편으로 보내지 못한 것을 사과한다" 편지는 결론짓가를 "하지만 너의 새 주소를 모른다." 연구 문제에 집중할 수 없었던 파인만은 실용이 아니라 자기 만족을 위해 물리학 문제를 다루기 시작했다. 그 중 하나는 코넬의 식당에서 누군가가 저녁 식사 접시를 공중에 던진 사건에서 영감을 받아 빙빙 돌면서 너태이팅하는(nutating) 디스크의 물리학을 분석하는 것과 관련이 있다. 그는 사원수에 대한 윌리엄 로언 해밀턴 경의 연구를 읽고 전자의 상대론적 이론을 공식화하기 위해 이를 사용하려 했지만 실패했다. 다양한 회전 속도를 표현하기 위해 회전의 방정식을 사용하는 이 기간 동안의 그의 연구는 궁극적으로 그의 노벨상 수상한 연구에 중요한 것으로 판명되었지만, 그는 피로감을 느끼고 덜 즉각적이고 실용적인 문제들에 관심을 돌렸기 때문에 프린스턴 고등연구소, 캘리포니아 대학교 로스앤젤레스 및 캘리포니아 대학교 버클리를 포함한 다른 유명 대학교의 교수직 제안에 놀랐다.

전자/양전자 쌍소멸의 파인만 도형

파인만만이 전후 초기에 좌절감을 느낀 유일한 이론물리학자가 아니었다. 양자전기역학은 섭동 이론에서 무한 적분으로 인해 어려움을 겪었다. 이는 파인만과 휠러가 연구하려고 시도했던 이론의 명백한 수학적 결함이었다. "이론가들은" 머레이 겔만이 언급하기를, "망신을 당했다." 1947년 6월 미국의 저명한 물리학자들이 쉘터 아일랜드 회의(Shelter Island Conference)에서 만났다. 파인만에게 있어 이번 회담은 그의 "첫 번째 큰 사람들과의 큰 회의였다 ... 나는 평화시에 이런 곳에 가본 적이 없다." 양자전기역학을 둘러싼 문제들이 논의되었지만, 이론가들은 램 이동의 발견, 전자의 자기 모멘트의 측정 및 로버트 마삭Robert Marshak의 2-중간자 가설을 보고한 실험가들에 의해 완전히 가려졌다.
베테는 헨드릭 크라머르스의 연구로부터 주도했고 램 이동에 대한 재규격화된 비상대론적 양자 방정식을 도출했다. 다음 단계는 상대론적 버전을 만드는 것이었다. 파인만은 그가 이것을 할 수 있다고 생각했지만, 그가 그의 해법을 가진 베테에게 돌아갔을 때, 그것은 수렴하지 않았다. 파인만은 자신의 논문에서 사용한 경로 적분 공식을 적용하여 문제를 다시 신중하게 해결했다. 베테처럼 그는 컷오프 항을 적용하여 적분을 유한하게 만들었다. 결과는 베테의 버전과 일치했다. 파인만은 1948년 포코노 회의(Pocono Conference)에서 동료들에게 자신의 연구를 발표했다. 줄리언 슈윙거는 양자전기 역학에 대한 자신의 연구에 대해 긴 프레젠테이션을 했고 파인만은 "양자전기역학의 대안 공식화(Alternative Formulation of Quantum Electrodynamics)"라는 제목의 버전을 제안했다. 처음 사용된 생소한 파인만 도형는 청중을 어리둥절하게 했다. 파인만은 자신의 요점을 전달하는 데 실패했고 폴 디랙, 에드워드 텔러 및 닐스 보어는 모두 이의를 제기했다.
프리먼 다이슨에게 적어도 한 가지는 분명했다: 토모나가 신이치로, 슈윙거 그리고 파인만은 그들이 말하는 것을 이해했지만, 다른 사람은 알지 못했고, 그러나 아무것도 출판하지 않았다. 그는 파인만의 공식이 더 이해하기 쉽다고 확신했고, 결국 오펜하이머에게 이것이 사실이라는 것을 확신시켰다. 다이슨은 1949년에 논문을 발표했는데, 파인먼에 재규격화를 어떻게 구현해야 하는지에 대한 새로운 규칙을 추가했다. 파인만은 3년에 걸쳐 일련의 논문에 자신의 아이디어를 《피지컬 리뷰》에 발표하도록 권유받았다. 1948년에 출판된 "고전 전기역학을 위한 상대론적 차단 (A Relativistic Cut-Off for Classical Electrodynamics)"에 관한 논문에서는 포코노 회의에서 그가 이해시킬 수 없었던 것을 설명하고자 하였다. 1949년에 발표한 "양전자 이론(The Theory of Positrons)" 논문은 슈뢰딩거 방정식과 디랙 방정식을 다루었으며, 파인만 전파 인자라고 불리는 것을 도입하였다. 마침내 그는 1950년의 "전자기 상호작용 양자 이론의 수학 공식화(Mathematical Formulation of the Quantum Theory of Electromagnetic Interaction)"와 1951년의 "양자전기역학에 응용한 연산자 미적분학(An Operator Calculus Having Applications in Quantum Electrodynamics)"에 관한 논문에서 그의 아이디어의 수학적 기초와 친숙한 공식을 도출했고 또한 새로운 것들을 발전시켰다.
다른 사람들의 논문들은 처음에는 스윙거를 인용했지만, 파인만을 인용하고 파인만 도형을 사용하는 논문들이 1950년에 나타났고 곧 널리 퍼졌다. 학생들은 파인만이 만든 강력한 새 도구를 배우고 사용했다. 컴퓨터 프로그램은 나중에 파인만 도형을 계산하기 위해 작성되어 전례 없는 능력의 도구를 제공했다. 파인만 도형은 형식 문법을 가진 형식 언어를 구성하기 때문에 이러한 프로그램을 작성할 수 있다. 마크 카츠Marc Kac은 포물선 편미분 방정식이 현재 파인먼-카츠 공식으로 알려진 다른 역사(즉, 기대 연산자)에서 합으로 다시 표현될 수 있음을 보여줌으로써 역사에서 합산의 형식적 증명을 제공했다. 이것의 사용은 물리학을 넘어서 확률론적 과정의 많은 응용으로 확장된다. 그러나 스윙거에게 파인만 도형은 "물리학이 아니라 교육학"이었다.
1949년 파인만은 코넬 대학에서 안절부절못하게 되었다. 그는 "이러한 합의들이 성적으로 변덕스러워지기 전까지는" 게스트하우스나 학생 거주지에 살거나 결혼한 친구들과 함께 살았고, 결코 특정한 집이나 아파트에 정착하지 않았다. 그는 학부생과 데이트하고, 매춘부를 고용하고, 친구의 아내와 자는 것을 좋아했다. 그는 이타카의 추운 겨울 날씨를 좋아하지 않았고 따뜻한 기후를 원했다. 무엇보다 코넬에서 그는 항상 한스 베테의 그늘에 있었다. 이 모든 것에도 불구하고, 파인만은 그가 코넬 경력의 상당 기간 동안 거주했던 텔룰라이드 하우스(Telluride House)를 긍정적으로 회상했다. 인터뷰에서 그는 그 하우스를 "장학금 때문에, 영리함이나 무엇 때문에 특별히 선발된 소년들의 그룹이고, 그들의 두뇌 때문에 무료 숙식 등을 제공받는 그룹"이라고 설명했다. 그는 그 하우스의 편리함을 즐겼고 자신이 그로 인해 노벨상을 수상한 "근본적 연구를 거기에서 했다"고 말했다.

## 칼텍 시절

### 개인적 그리고 정치적 삶
파인만은 1949년 7월 리우데자네이루에서 몇 주를 보냈다. 그 해에 소련은 첫 번째 원자폭탄을 터뜨렸고, 이는 첩보 활동에 대한 우려를 불러일으켰다. 푸흐스는 1950년 소련 스파이로 체포되었고 FBI는 베테에게 파인만의 충성심에 대해 심문했다. 물리학자 데이비드 봄은 1950년 12월 4일에 체포되었고, 1951년 10월에 브라질로 이주했다. 핵전쟁에 대한 두려움 때문에 여자 친구는 파인만에게 남아메리카로의 이주도 고려해야 한다고 말했다. 그는 1951-52년에 안식년을 맞이했고, 그것을 브라질에서 보내기로 결정했고, 거기 물리학 연구를 위한 브라질 센터(Centro Brasileiro de Pesquisas Físicas)에서 강의를 했다.
브라질에서 파인만은 삼바 음악에 깊은 인상을 받았고 프라이팬을 기반으로 한 금속 타악기인 프리지데이라(frigideira) 봉고의 열정적인 아마추어 연주자이자 콩가 드럼을 연주했으며 뮤지컬의 피트 오케스트라에서 자주 연주했다. 그는 친구 봄과 함께 리오에서 시간을 보냈지만 봄은 파인만에게 물리학에 대한 봄의 아이디어를 연구하도록 설득할 수 없었다.
파인만은 코넬로 돌아가지 않았다. 파인만을 코넬로 데려오는 데 중요한 역할을 했던 바허는 그를 캘리포니아 공과대학교(칼텍)로 유인했다. 거래의 일부는 그가 브라질에서 안식년에 첫 해를 보낼 수 있다는 것이었다. 그는 캔자스주 네오데샤(Neodesha)에서 온 메리 루이스 벨Mary Louise Bell에게 매료되었다. 그들은 코넬의 한 카페테리아에서 만났다. 그녀는 그곳에서 멕시코 미술과 직물의 역사를 공부했다. 그녀는 나중에 그를 따라 칼텍으로 가서 강의를 했다. 그가 브라질에 있는 동안 그녀는 미시간 주립 대학교에서 가구 및 인테리어의 역사에 대한 수업을 가르쳤다. 그는 리우데자네이루에서 편지로 그녀에게 청혼했으며, 그들은 그가 돌아온 직후인 1952년 6월 28일 아이다호주 보이시에서 결혼했다. 그들은 자주 다투었고 그녀는 그의 폭력적인 기질에 겁을 먹었다. 그들의 정치(성향)이 달라서; 그가 공화당으로 등록하고 투표했지만, 그녀는 더 보수적이었고 1954년 오펜하이머 보안 청문회("연기가 있는 곳에 불이 있다")에 대한 그녀의 의견은 그를 불쾌하게 했다. 그들은 1956년 5월 20일에 별거했다. "극도의 잔혹함"을 이유로 1956년 6월 19일에 중간 이혼 판결이 내려졌다. 이혼은 1958년 5월 5일에 최종 결정되었다.
그는 깨어나자마자 머릿속에서 미적분 문제를 풀기 시작한다. 그는 차를 타고 운전할 때, 거실에 앉아 있을 때, 그리고 밤에 침대에 누울 때 미적분을 했다. 메리 루이스 벨, 이혼 소송

1957년 스푸트니크 충격를 계기로 과학에 대한 미국 정부의 관심이 잠시 높아졌다. 파인먼은 대통령의 과학 자문 위원회(President's Science Advisory Committee)의 자리로 고려되었으나 임명되지 않았다. 이때 FBI는 파인만과 가까운 여성, 아마도 그의 전처 벨을 인터뷰했는데, 벨은 1958년 8월 8일 J. 에드거 후버에게 다음과 같은 서면 진술서를 보냈다.

나는 잘 모르겠다-그러나 라처드 파인만은 공산주의자이거나 매우 강력한 친공산주의자이며-그 자체로 매우 확실한 보안 위험이라고 믿는다. 내 생각에 이 사람은 극도로 복잡하고 위험한 사람이며 대중의 신뢰를 받기에 매우 위험한 사람이다 ... 음모의 문제에서 리처드 파인만은 엄청나게 영리한-정말로 천재-라고 믿으며, 더 나아가, 그는 완전히 무자비하고 도덕, 윤리 또는 종교에 의해 방해받지 않으며-자신의 목적을 달성하기 위해 절대적으로 아무것도 멈추지 않을 것이라고 믿는다.

그럼에도 불구하고 미국 정부는 1958년 9월 평화를 위한 원자(Atoms for Peace) 회의를 위해 파인만을 제네바로 보냈다. 제네바 호수의 해변에서 그는 요크셔 리폰덴(Ripponden) 출신으로 스위스에서 오페어로 일하는 궤네스 하워스Gweneth Howarth를 만났다. 파인만의 연애 생활은 이혼 이후 격동의 연속이었다. 그의 전 여자친구는 알베르트 아인슈타인 상을 수상한 메달을 가지고 떠났고, 이전 여자친구의 조언에 따라, 임신한 척하고 낙태 비용을 요구한 후 그 돈으로 가구를 구입했다. 파인만은 하워스가 한 달에 25달러만 받고 있다는 사실을 알았을 때 하워드에게 자신의 동거 하녀로 주당 20달러를 제안했다. 파인만은 이러한 종류의 행동이 만 법(Mann Act)에 따라 불법이라는 것을 알고 있었기 때문에 친구인 매튜 샌즈Matthew Sands가 그녀의 후원자 역할을 하도록 했다. 하워스는 그녀에게 이미 두 명의 남자 친구가 있었다고 지적했지만, 파인만의 제안을 받아들이기로 결정하고 1959년 6월 캘리포니아 알타데나(Altadena)에 도착했다. 그녀는 다른 남자와 데이트할 것을 주장했지만 파인만은 1960년 초에 청혼했다. 그들은 1960년 9월 24일 패서디나 헌팅턴 호텔(Huntington Hotel)에서 결혼했다. 1962년에는 아들 칼Carl이 있었고, 1968년에는 딸 미셸Michelle을 입양했다. 알타데나에 있는 집 외에도 그들은 바하칼리포르니아주에 파인만의 노벨상을 받은 돈으로 구입한 해변가 별장을 가지고 있었다.
파인만은 의식을 연구하는 방법으로 존 C. 릴리John Lilly의 감각 차단 탱크에서 마리화나와 케타민을 시도했다. 그는 뇌에 손상을 줄 수 있는 어떤 일도 하고 싶지 않았기 때문에 알코올 중독의 모호한 초기 징후를 보이기 시작했을 때 알코올을 끊었다. 환각에 대한 그의 호기심에도 불구하고 그는 LSD 실험을 꺼렸다.
파인만은 공감각을 가졌고, 수학적 기호들이 그에게 다른 색을 가지고 있다고 말했다: "제가 방정식을 볼 때, 저는 색으로 된 글자들을 봅니다. 왜인지 모르겠다. 나는 Bessel의 기능에 대한 막연한 사진을 본다. 밝은 황갈색 j들, 약간 보라색-파란색 n들, 그리고 짙은 갈색 x들이 날아다닌다."
1968년과 1972년에도 그의 성차별에 대한 항의가 있었지만 그가 과학계에서 여성에 대한 차별을 지지했다는 증거는 없지만, 시위자들은 "그의 강의에서 '숙녀 드라이버'와 우둔한 여성에 대한 성차별적 이야기를 사용하는 것에 반대했다." 파인만이 나중에 그 사건을 회상한 것처럼 시위자들을 보며 그는 "여성은 실제로 물리학에서 편견과 차별을 겪고 있다. 오늘 여러분의 참석은 이러한 어려움과 이를 개선할 필요성을 상기시키는 역할을 한다."고 말함으로써 제도적 성차별에 대해 언급했다.

### 물리학
칼텍에서 파인만은 과냉각된 액체 헬륨의 초유체 물리학을 연구했다. 여기서 헬륨은 흐를 때 점성이 완전히 결여된 것으로 보인다. 파인만은 소련 물리학자 레프 란다우의 초유체 이론에 대한 양자역학적 설명을 제공했다. 질문에 슈뢰딩거 방정식을 적용하면 초유체가 거시적 규모에서 관찰할 수 있는 양자역학적 거동을 나타내고 있음을 보여주었다. 이것은 초전도 문제에 도움이 되었지만 파인만은 해결책을 찾지 못했다. 이것은 1957년 존 바딘, 리언 쿠퍼, 존 로버트 슈리퍼가 제안한 BCS 이론으로 해결되었다.

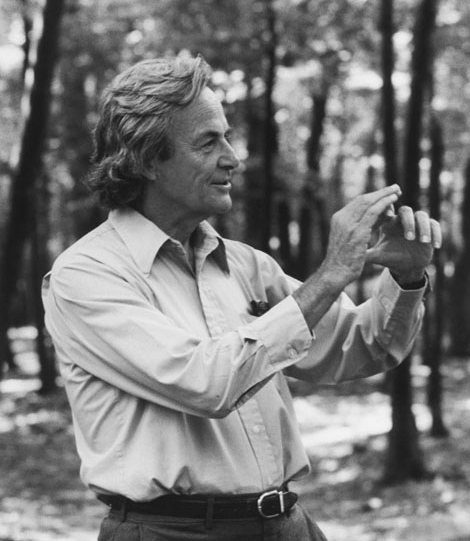
매사추세츠주 월섬의 로버트 트리트 페인 에스테이트에서의 리처드 파인만, 1984년

전기역학의 휠러-파인만 흡수체 이론을 양자화하려는 열망에서 영감을 받은 파인만은 경로적분 공식과 파인만 도형의 토대를 마련했다.
머레이 겔만과 함께 파인만은 약한 붕괴의 모형을 개발했는데, 이 모형은 프로세스의 전류 결합이 벡터와 축 전류의 조합이라는 것을 보여주었다(약한 붕괴의 예는 중성자가 전자, 양성자, 및 반중성미자로 붕괴하는 것이다). E. C. 조지 수다르샨E. C. George Sudarshan과 로버트 마샤크Robert Marshak이 이론을 거의 동시에 개발했지만, 약한 상호작용을 벡터와 축류에 의해 깔끔하게 설명되었기 때문에 파인만과 머레이 겔만의 협력이 독창적으로 여겨졌다. 그것은 이처럼 엔리코 페르미의 1933 베타 붕괴 이론과 패리티 위반에 대한 설명을 결합했다.
파인만은 핵자 산란을 지배하는 강한 상호작용에 대해 쪽입자(patron) 모형이라고 하는 설명을 시도했다. 쪽입자 모형은 겔만이 개발한 쿼크 모형을 보완하기 위해 등장했다. 두 모델 간의 관계는 모호했다. 겔만은 파인만의 파톤스(partons)-쪽입자를 조롱하며 "풋언스(put-ons)"라고 불렀다. 1960년대 중반에 물리학자들은 쿼크가 실제 입자가 아니라 대칭 수를 기록하는 장치일 뿐이라고 믿었는데; 오메가 중입자의 통계는, 세 개의 동일한 기묘 쿼크가 결합된 것으로 해석된다면, 만일 쿼크가 실제라면, 불가능해 보였다.
스탠퍼드 선형 가속기 센터는 1960년대 후반의 심층 비탄성 산란(Deep inelastic scattering) 실험에서 핵자(양성자와 중성자)가 전자를 산란시키는 점 같은 입자를 포함하고 있음을 보여주었다. 이를 쿼크로 식별하는 것이 당연했지만, 그러나 파인만의 쪽입자 모형은 추가 가설을 도입하지 않는 방식으로 실험 데이터를 해석하려고 시도했다. 예를 들면, 데이터는 에너지 운동량의 약 45%가 핵자에서 전기적으로 중성인 입자에 의해 전달된다는 것을 보여주었다. 이 전기적으로 중성인 입자는 이제 쿼크 사이에 힘을 전달하는 글루온으로 보이며, 이들의 3가지 값을 갖는 색 양자수는 오메가-마이너스 문제를 해결한다. 파인만은 쿼크 모형에 이의를 제기하지 않았는데; 예를 들면, 1977년에 다섯 번째 쿼크가 발견되었을 때, 파인만은 즉시 학생들에게 그 발견이 그의 사후 10년 자나서 발견된 여섯 번째 쿼크의 존재를 암시한다고 지적했다.

양자 전기역학의 성공 이후 파인만은 양자 중력으로 눈을 돌렸다. 그는 스핀 1을 가진 광자와 유추하여 자유 질량이 없는 스핀 2 필드의 결과를 조사하고 일반 상대성이론의 아인슈타인 방정식을 유도했지만 그 이상은 아니었다. 파인만이 중력에 대해 발견한 계산 장치인 "고스트"는 스핀과 통계 사이에 "잘못된" 연결이 있는 그의 다이어그램 내부에 있는 "입자"이며, 양-밀스 이론의, 예를 들면, 양자 색역학 및 전기-약 작용의 양자 입자 거동을 설명하는 데 귀중한 것으로 판명되었다. 그는 자연의 네 가지 힘; 즉 전자기력, 약력, 강력과 중력에 대해 연구했다. 존과 메리Mary 그리빈은 파인만에 관한 저서에서 "네 가지 상호작용 모두를 조사하는 데 그렇게 영향력 있는 기여를 한 사람은 아무도 없다"라고 표명했다.
부분적으로는 물리학의 발전을 알리기 위한 방법으로 파인만은 나노기술에서 두 가지 도전 과제에 대해 1,000달러의 상금을 제공했는데; 하나는 윌리엄 매클런William McLellan이, 다른 하나는 톰 뉴먼Tom Newman이 청구했다.
파인만은 또한 물리학과 계산 사이의 관계에 관심이 있었다. 그는 또한 양자 컴퓨터의 가능성을 생각한 최초의 과학자 중 한 명이었다. 1980년대에 그는 씽킹 머신 코퍼레이션(Thinking Machines Corporation)에서 여름을 보내면서 최초의 병렬 슈퍼컴퓨터 구축을 돕고 양자 컴퓨터 구축을 고려하기 시작했다. 1984-1986년에 그는 경로 적분의 근사 계산을 위한 변형 방법을 개발했는데, 이는 발산 섭동 확장을 수렴하는 강한 결합 확장(변동 섭동 이론)으로 변환하는 강력한 방법을 이끌어냈고, 결과적으로 최대 위성 실험에서 측정된 임계 지수의 정확한 결정으로 이어졌다. 칼텍에서 그는 한 번 자신의 칠판에 "내가 만들 수 없는 것은 이해할 수 없다"라고 쓴 적이 있다.

### 기계 테크놀로지
파인만은 양자장론을 연구하는 동안 존 폰 노이만의 사상을 연구했다. 그의 가장 유명한 강의는 1959년 캘리포니아 공과대학교에서 1년 후 《바닥에 충분한 공간이 있다(There's Plenty of Room at the Bottom)》라는 제목으로 출판되었다. 이 강의에서 그는 소형화된 기계를 설계할 수 있는 미래의 기회에 대해 이론을 세웠다. 이 강의는 오늘날 마이크로 기술과 나노 기술에 관한 기술 문헌에서 자주 인용된다.

### 교수법
1960년대 초 파인만은 캘리포니아 공과대학교의 학부생들의 수업을 "마무리"해달라는 요청에 동의했다. 3년 동안 이 과제에 전념한 후에, 그는 나중에 《파인만의 물리학 강의》가 되는 일련의 강의를 만들었다. 원래 강의가 얼마나 성공적이었는지에 대한 설명은 다양하다. 파인만이 학생들이 성적이 나쁜 시험 직후 쓴 서문은 다소 비관적이었다. 그의 동료 [[w:David Goodstein|David L. Goodstein데이비드 L. 굿스타인과 게리 노이게바우어Gerry Neugebauer는 나중에 1학년 학생들의 의도된 청중들은 이 자료가 위협적이라고 생각하는 반면, 나이든 학생들과 교수진들은 영감을 준다고 생각했기 때문에 강의실은 1학년 학생들이 떨어져도 꽉 찼다고 말했다. 이와는 대조적으로 물리학자 매튜 샌즈Matthew Sands는 학생들의 출석이 대규모 강의 과정의 전형적인 것이라고 회상했다.
강의를 책으로 변환하는 작업은 매튜 샌즈Matthew Sands와 로버트 B. 레이튼Robert B. Leighton이 몇 년 동안 시간제 공동 저자로 일했다. 파인만은 세계를 이해하는 데 수학을 적용하는 방법을 설명하기 위해 책 표지에 진동에 대한 수학적 다이어그램이 있는 드럼 그림이 있어야 한다고 제안했다. 대신 출판사는 서문에 드럼을 연주하는 파인만의 사진을 포함했지만 책의 평범한 빨간색 표지를 제공했다. 대학에서 교과서로 채택되지는 않았지만 물리학에 대한 깊은 이해를 제공하기 때문에 계속해서 잘 팔린다.
그의 강의와 잡담의 대부분은 《물리법칙의 특성(The Character of Physical Law)》, 《QED: 빛과 물질의 이상한 이론(The Strange Theory of Light and Matter)》, 《통계 역학》, 《중력에 관한 강의(Lectures on Gravitation)》 및 《계산에 관한 파인만 강의(Feynman Lectures on Computation)》등을 포함하는 다른 책으로 바뀌었다.
파인만은 브라질에서 물리학 학부생을 가르친 경험에 대해 썼다. 학생들의 공부 습관과 포르투갈어 교과서에는 정보에 대한 정보나 적용이 전혀 없었기 때문에 파인만의 의견으로는 학생들이 물리학을 전혀 배우지 않고 있었다. 그 해 말에 파인만은 자신의 강의 경험에 대한 강의를 하도록 초청받았고, 그는 솔직하게 말할 수만 있다면 그렇게 하기로 동의했다.
파인만은 기능보다 형태를 강조하는 암기 학습이나 생각하지 않는 외우기(Memorization) 및 기타 교수법에 반대했다. 명료한 사고와 명료한 발표는 그의 주의를 끌기 위한 기본적인 전제 조건이었다. 준비가 되지 않은 상태에서 그에게 접근하는 것조차 위험할 수 있으며, 그는 바보와 사기꾼을 잊지 않았다.
1964년에 그는 캘리포니아의 학교에서 사용할 교과서를 승인하는 책임을 맡은 캘리포니아주 커리큘럼 위원회에서 일했다. 그는 그가 발견한 것에 감명을 받지 않았다. 많은 수학 텍스트는 "신수학(New Math)"의 일부로 순수 수학자에게만 사용되는 주제를 다루었다. 초등학교 학생들은 집합에 대해 배웠지만:

이 교과서를 공부한 대부분의 사람들은 집합의 합집합과 교집합을 나타내는 기호 ∪ 또는 ∩, 대괄호 { } 등의 특별한 사용, 이 책에서 제공되는 집합에 대한 모든 정교한 표기법을 발견하면 아마 놀랄 것이다. 이론물리학, 공학, 비즈니스 계산, 컴퓨터 디자인 또는 수학이 사용되는 기타 분야의 글에는 거의 나타나지 않는다. 나는 이 모든 것을 학교에서 설명하거나 가르칠 필요나 이유가 없다고 생각한다. 그것은 자기 자신을 표현하는 유용한 방법이 아니다. 그것은 설득력 있고 간단한 방법이 아니다. 정확하다고 주장하지만, 어떤 목적으로 정확한가?

1966년 4월 파인만은 국가 과학교사 협회(National Science Teachers Association)에서 연설을 하여 학생들이 과학자처럼 생각하고, 개방적이며, 호기심이 많으며, 특히 의심하게 만드는 방법을 제안했다. 강의 과정에서 그는 과학에 대한 정의를 내렸는데, 과학은 여러 단계를 거쳐 생겨났다고 한다. 경험을 통해 놀고 배우는 고양이와 같은 생명체인 지구상의 지능적 생명체의 진화. 개인이 죽을 때 지식이 손실되지 않도록 언어를 사용하여 한 개인에서 다음 개인으로 지식을 전달하게 된 인간의 진화. 불행히도 잘못된 지식은 올바른 지식과 마찬가지로 전달될 수 있으므로 다른 단계가 필요했다. 갈릴레오와 다른 사람들은 전승된 것의 진실을 의심하기 시작했고 경험을 통해 처음부터(ab initio) 실제 상황이 무엇인지 조사하기 시작했는데-이것이 바로 과학이었다.
1974년에 파인만은 과학과 유사하지만 과학자의 편에서는 "일종의 과학적 무결성, 일종의 과학적 사고의 원리에 상응하는 과학적 사고의 원리"가 결여되어 있기 때문에 유사과학에 불과한 화물숭배과학(cargo cult science)을 주제로 칼텍 졸업식 연설을 했다. 그는 졸업반에게 "첫 번째 원칙은 자신을 속이지 말아야 하고-그런데 네가 가장 쉽게 속는 사람이다. 그래서 그것에 대해 매우 조심해야 한다. 자신을 속이지 않은 후에야 다른 과학자를 속이기 않기가 쉽다. 그 후에는 전통적인 방식으로 단지 정직해야 한다"라고 졸업반에게 가르쳤다.
파인만은 31명의 학생들의 박사학위 지도교수로서 이바지했다.

### 고용기회균등위원회 판례
1977년 파인만은 1969년 칼텍의 첫 여성 교수로 채용된 동료 제니조이 라 벨Jenijoy La Belle을 지지했고, 1974년 종신 재직권(tenure)이 거부되자 고용기회균등위원회(Equal Employment Opportunity Commission)에 소송을 제기했다. EEOC는 1977년 칼텍에 불리한 판결을 내렸으며, 라 벨이 남성 동료들보다 적은 임금을 받았다고 덧붙였다. 라 벨은 마침내 1979년에 종신 재직권을 얻었다. 파인만의 많은 동료들은 그가 그녀의 편을 든 것에 놀랐지만, 그는 라벨을 알게 되었고 그녀를 좋아하고 존경했다.

### 《파인만 씨 농담도 잘하시네!》
1960년대에 파인만은 자서전을 쓰는 것에 대해 생각하기 시작했고, 그는 역사학자들에게 인터뷰를 허락하기 시작했다. 1980년대에 그는 랄프 레이튼(로버트 레이튼의 아들)과 함께 일하면서 랄프가 필사한 테이프 레코더에 여러 장들을 녹음했다. 이 책은 1985년에 《파인만 씨, 농담도 잘하시네!》라는 제목으로 출판되었고 베스트셀러가 되었다.
겔만은 약한 상호작용 연구에 대한 파인만의 설명에 화가 나서 소송을 제기하겠다고 위협했고, 이후 판에 수정이 삽입되었다. 이 사건은 두 과학자들 사이의 수십년간의 악감정 중 가장 최근의 도발에 불과했다. 겔만은 파인만이 받은 관심에 종종 좌절감을 표현했는데 겔만은 "파인만은 위대한 과학자였지만, 그는 자신에 대한 일화를 만들어내는데 많은 노력을 기울였다." 라고 주장했다.
파인만은 1946년 여름 자신이 다녔던 술집에서 어떻게 여성들을 유혹하는 법을 배웠는지에 대해 서술한 책 《물어보기만 하면 돼요(You Just Ask Them)》의 한 장으로 비판을 받았다. 한 멘토는 그에게 여자에게 무엇을 사주기 전에 그와 함께 잘 수 있는지 물어보라고 가르쳤다. 그는 술집에 있는 여자들을 '년'이라고 보는 지를 기술하며, 또한 앤이라는 여자가 그애게 그녀 집에서 먹자고 말하며 샌드위치를 사오도록 설득했고, 그러나 그때 그것을 사오니까, 다른 남자가 올거라서 실재로는 그들이 함께 먹을 수 없다고 말한 후에 그가 그녀에게 "창녀보다 더 나쁘다"고 말한 이야기를 담고 있다. 그날 저녁 늦게, 앤은 파인만을 그녀의 집으로 데려가기 위해 술집으로 돌아왔다. 파인만은 이 장의 마지막에 이 행동이 그의 전형적인 행동이 아니라고 언급하기를: "그래서 그것은 평범한 소녀에게도 효과가 있었다! 하지만 그 수업이 아무리 효과적이었어도, 그 후로는 그것을 실제로 사용한 적이 없었다. 저는 그런 식으로 하는 것을 즐기지 않았다. 하지만 내가 자란 것과는 다르게 일이 진행된다는 것을 알게 되어 흥미로웠다."

### 챌린저 참사

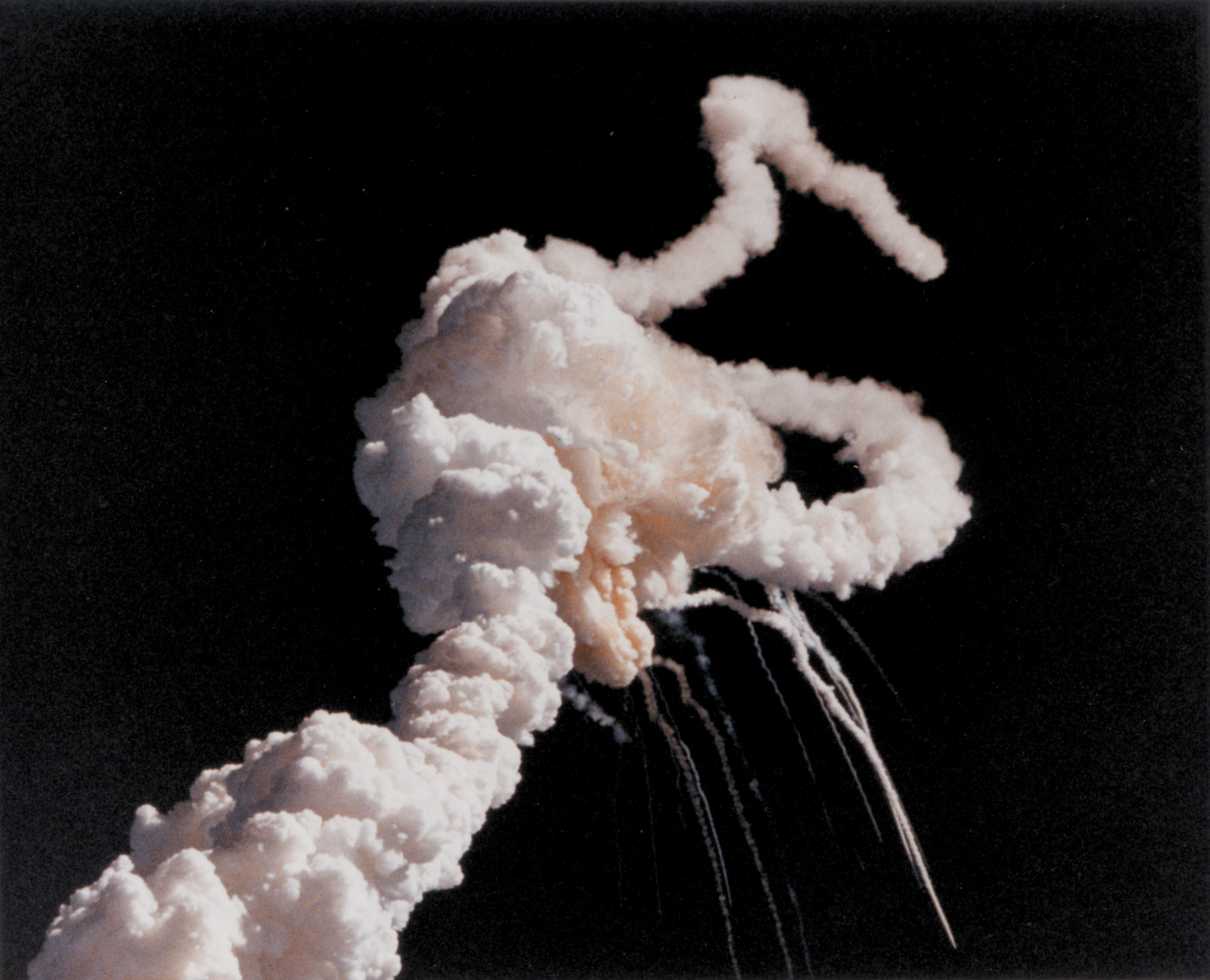
1986년 챌린저 우주왕복선 폭발 사고

파인먼은 챌린저 참사를 조사한 대통령 직속 로저스 위원회에서 중요한 역할을 했다. 파인만 본인은 참가하기를 꺼려했지만 아내의 설득으로 결국 참가하게 되었다. 파인만은 위원회 의장인 윌리엄 P. 로저스와 여러 차례 충돌했다. 로저스는 청문회 도중 위원 닐 암스트롱에게 "파인만은 골칫거리가 되고 있다"고 말했다.
텔레비전으로 중계된 청문회에서 파인만은 이 물질의 샘플을 클램프에 압축하여 얼음물에 담그면서 우주왕복선의 O링에 사용된 물질이 추운 날씨에 덜 탄력적으로 변한다는 것을 증명하였다. 위원회는 케이프 커내버럴의 비정상적으로 추운 날씨에 주 O링이 제대로 밀봉되지 않아 사고가 발생했다고 판단했다.
파인만은 저서 《남이야 뭐라 하건!》의 후반부에서 로저스 위원회에 대한 경험을 언급하였는데, 파인만의 설명에 따르면 NASA의 엔지니어들과 임원들 사이의 단절이 그가 예상했던 것보다 훨씬 더 충격적이었다. NASA의 고위 관리자들에 대한 인터뷰는 기본적인 개념에 대한 놀라운 오해를 드러냈다. 예를 들어, NASA 관리자들은 우주왕복선에 치명적인 고장이 발생할 확률은 10만분의 1이라고 주장했지만, 파인만은 NASA의 엔지니어들이 200분의 1에 가까운 것으로 추정한다는 것을 발견했다. 그는 우주왕복선의 신뢰성에 대한 NASA 경영진의 평가는 비현실적이라고 결론내렸고, 특히 NASA가 크리스타 매콜리프를 우주교사 프로그램에 참여시키기 위해 우주왕복선을 사용한 것에 대해 분노했다. 파인만은(보고서에 서명하지 않겠다고 으름장을 놓고서야 포함된) 인권위 보고서의 부록에서 "성공적인 기술을 위해서는 홍보보다 현실이 우선해야 하며, 자연은 속일 수 없다"고 경고했다.

### 표창 및 수상
파인만의 연구에 대한 첫 번째 대중의 인정은 1954년 미국 원자력 위원회 의장인 루이스 스트라우스가 그에게 15,000달러 상당의 알베르트 아인슈타인상을 수상했으며 금메달과 함께 왔다고 알린 때였다. 오펜하이머의 보안 인가를 박탈한 슈트라우스의 행동 때문에 파인만은 상을 받기를 꺼렸지만 이지도어 아이작 라비가 그에게 경고하기를 "그는 많은 악덕을 가지고 있으며 그를 대적하는 도구로 사용되어서는 안된다."라고 했다. 1962년 AEC의 어니스트 올랜도 로렌스상이 뒤를 이었다. 슈윙거, 토모나가와 파인만은 "기본 입자의 물리학에 대한 심층적인 결과와 함께 양자 전기역학에 대한 근본적인 연구"로 1965년 노벨 물리학상을 공동 수상했다. 파인만은 1965년 왕립 학회의 외국인 회원으로 선출되었고, 1972년에 외르스테드 메달을, 1979년에는 국가 과학 메달을 받았다. 그리고 국립 과학 아카데미의 회원으로 선출되었지만 결국 사임하여, 현재 목록에는 없다.

## 사망
1978년에 파인만은 복통으로 치료를 받았고 희귀 암인 지방육종 진단을 받았다. 외과 의사들은 한쪽 신장과 비장을 억누른 축구공 크기의 종양을 제거했다. 1986년 10월과 1987년 10월에 추가 수술이 진행되었다. 파인만은 1988년 2월 3일 UCLA 의료 센터에 다시 입원했다. 파열된 십이지장 궤양으로 신부전이 발생했으며 몇 달 동안 생명을 연장할 수도 있는 투석을 거부했다. 파인만은 아내 궤네스, 누이 조안 및 사촌 프랜시스 르윈이 지켜보는 가운데 1988년 2월 15일 69세의 나이로 사망했다.
파인만은 죽음이 임박했을 때 친구이자 동료인 대니 힐리스에게 왜 그렇게 슬퍼하는지 묻자 "자네가 곧 죽을 것이라는 생각 때문" 이라 대답했다. 이에 파인만은 그게 자신을 괴롭혔다고 말했고, "자네가 나와 같은 나이가 되어 많은 사람들에게 많은 이야기를 했을 때는 내가 죽었을 때에도 나는 완전히 사라지지 않았을 거야."라고 덧붙였다.
말년에 파인만은 러시아의 투반 소비에트 사회주의 공화국(ASSR)을 방문하려고 시도했지만, 냉전의 관료 문제로 인해 꿈이 좌절되었다. 여행을 승인한 소련 정부의 편지는 파인만이 사망한 다음 날까지 받지 못했다. 파인만의 딸 미셸은 나중에 그 여행을 떠났다.
유해는 캘리포니아주 알타데나의 마운틴 뷰 공동묘지에 안장되었다. 파인만의 유언은 "두 번은 못 죽겠다. 너무 지루하거든."이었다.

## 대중적 유산
파인만의 삶의 양상은 다양한 미디어에서 묘사되어 왔다. 파인만은 1996년 전기 영화 《인피니티(Infinity)》에서 매슈 브로더릭에 의해 연기되었다.배우 앨런 알다는 극작가 피터 파넬에게 파인만이 죽기 2년 전을 배경으로 한 가상의 일상에 대한 2인극의 집필을 의뢰했다. 연극 《QED》는 2001년 로스앤젤레스 마크 테이퍼 포럼(Mark Taper Forum)에서 초연되었고 이후 브로드웨이의 비비안 보몬트 극장(Vivian Beaumont Theater)에서 공연되었는데, 두 공연 모두 알다가 리처드 파인만으로 출연했다. 리얼 타임 오페라(Real Time Opera)는 2005년 6월 노퍽 실내악 페스티벌(Norfolk (CT) Chamber Music Festival)에서 오페라 《파인만》을 초연했다. 2011년 파인만은 짐 오타비아니Jim Ottaviani가 쓰고 렐랜드 미릭Leland Myrick이 삽화를 그린 단순히 《파인만》이라는 제목의 전기 그래픽 노블의 주제였다. 2013년 로저스 위원회에서 파인만의 역할은 BBC의 《챌린저》(미국 제목: The Challenger Disaster)에 의해서 드라마화되었고 윌리엄 허트가 파인만을 연기하였다. 2016년 오스카 아이작은 파인만이 1946년 작고한 알린에게 보낸 러브레터를 공개적으로 낭독했다.
파인만은 다양한 방법으로 기념된다. 2005년 5월 4일, 미국 우정청은 "미국 과학자(American Scientist)" 기념 우표 4장을 여러 가지 형태로 발행했다. 묘사된 과학자들은 리처드 파인만, 존 폰 노이만, 바버라 매클린톡, 그리고 조사이어 윌러드 기브스였다. 세피아 톤의 파인만의 우표에는 30대 파인만의 사진과 8개의 작은 파인만 도형이 그려져 있다. 이 우표들은 빅터 스타빈Victor Stabin이 칼 T. 허먼Carl T. Herrman의 예술적인 지시아래 디자인되었다. 페르미 국립 가속기 연구소의 컴퓨팅 부서 본관은 그를 기리기 위해 "파인만 컴퓨팅 센터(Feynman Computing Center)"로 명명되었다. 리처드 파이만이 강연을 하는 사진은 1997년 애플이 "Think Different" 광고 캠페인을 위해 의뢰한 포스터 시리즈의 일부였다. 텔레비전 시리즈 《빅뱅 이론》의 가상의 이론물리학자 쉘든 쿠퍼는 파인만의 팬으로, 한때 봉고 드럼을 연주함으로써 그를 모방했다. 2016년 1월 27일, 빌 게이츠는 파인만의 메신저 강의(Messenger Lectures) 비디오인 《물리 법칙의 특성(The Character of Physical Law)》을 공개하기 위해 투바 프로젝트(Project Tuva)를 만들도록 영감을 준 파인먼의 선생으로서의 재능을 묘사한 "내게 최고인 선생님(The Best Teacher I Never Had)"이라는 글을 썼다. 2015년 게이츠는 파인만이 특별하다고 생각하는 이유에 대한 비디오를 만들었다. 이 비디오는 칼텍이 파인만에 대한 생각을 요청한 것에 대한 응답으로 파인만의 1965년 노벨상 수상 50주년을 기념하기 위해 제작되었다. 대형 강입자 충돌기의 본거지인 CERN에 있는 메이린(Meyrin) 지역의 거리는 물리학자의 이름을 따서 "루트 파인만(Route Feynman)"으로 명명되었다.

## 저서 목록

### 선별된 과학적 저술
- Feynman, Richard P. (1942). Laurie M. Brown (ed.). The Principle of Least Action in Quantum Mechanics. PhD Dissertation, Princeton University. World Scientific (with title "Feynman's Thesis: a New Approach to Quantum Theory") (published 2005).
- Wheeler, John A.; Feynman, Richard P. (1945). "Interaction with the Absorber as the Mechanism of Radiation". Reviews of Modern Physics. 17 (2–3): 157–181.
- Feynman, Richard P. (1946). A Theorem and its Application to Finite Tampers. Los Alamos Scientific Laboratory, Atomic Energy Commission.
- Feynman, Richard P.; Welton, T. A. (1946). Neutron Diffusion in a Space Lattice of Fissionable and Absorbing Materials. Los Alamos Scientific Laboratory, Atomic Energy Commission.
- Feynman, Richard P.; Metropolis, N.; Teller, E. (1947). Equations of State of Elements Based on the Generalized Fermi-Thomas Theory (PDF). Los Alamos Scientific Laboratory, Atomic Energy Commission.
- Feynman, Richard P. (1948). "Space-time approach to non-relativistic quantum mechanics". Reviews of Modern Physics. 20 (2): 367–387.
- Feynman, Richard P. (1948). "A Relativistic Cut-Off for Classical Electrodynamics". Physical Review. 74 (8): 939–946.
- Feynman, Richard P. (1948). "Relativistic Cut-Off for Quantum Electrodynamics". Physical Review. 74 (10): 1430–1438.
- Wheeler, John A.; Feynman, Richard P. (1949). "Classical Electrodynamics in Terms of Direct Interparticle Action" (PDF). Reviews of Modern Physics. 21 (3): 425–433.
- Feynman, Richard P. (1949). "The theory of positrons". Physical Review. 76 (6): 749–759.
- Feynman, Richard P. (1949). "Space-Time Approach to Quantum Electrodynamic". Physical Review. 76 (6): 769–789.
- Feynman, Richard P. (1950). "Mathematical formulation of the quantum theory of electromagnetic interaction". Physical Review. 80 (3): 440–457.
- Feynman, Richard P. (1951). "An Operator Calculus Having Applications in Quantum Electrodynamics". Physical Review. 84 (1): 108–128. B
- Feynman, Richard P. (1953). "The λ-Transition in Liquid Helium". Physical Review. 90 (6): 1116–1117.
- Feynman, Richard P.; de Hoffmann, F.; Serber, R. (1955). 《Dispersion of the Neutron Emission in U235 Fission》. Los Alamos Scientific Laboratory, Atomic Energy Commission.
- Feynman, Richard P. (1956). "Science and the Open Channel". Science (published February 24, 1956). 123 (3191): 307.
- Cohen, M.; Feynman, Richard P. (1957). "Theory of Inelastic Scattering of Cold Neutrons from Liquid Helium". Physical Review. 107 (1): 13–24.
- Feynman, Richard P.; Vernon, F. L.; Hellwarth, R. W. (1957). "Geometric representation of the Schrödinger equation for solving maser equations" (PDF). J. Appl. Phys. 28 (1): 49.
- Feynman, Richard P. (1959). "Plenty of Room at the Bottom". Presentation to American Physical Society. Archived from the original on February 11, 2010.
- Edgar, R. S.; Feynman, Richard P.; Klein, S.; Lielausis, I.; Steinberg, C. M. (1962). "Mapping experiments with r mutants of bacteriophage T4D". Genetics (published February 1962). 47 (2): 179–86.
- Feynman, Richard P. (1968) [1966]. "What is Science?" (PDF). The Physics Teacher. 7 (6): 313–320. Retrieved December 15, 2016. Lecture presented at the fifteenth annual meeting of the National Science Teachers Association, 1966 in New York City
- Feynman, Richard P. (1966). "The Development of the Space-Time View of Quantum Electrodynamics". Science (published August 12, 1966). 153 (3737): 699–708.
- Feynman, Richard P. (1974a). "Structure of the proton". Science. American Association for the Advancement of Science (published February 15, 1974). 183 (4125): 601–610.
- Feynman, Richard P. (1974). "Cargo Cult Science" (PDF). Engineering and Science. 37 (7).
- Feynman, Richard P.; Kleinert, Hagen (1986). "Effective classical partition functions" (PDF). Physical Review A (published December 1986). 34 (6): 5080–5084.
- Feynman, Richard P. (1986). Rogers Commission Report, Volume 2 Appendix F – Personal Observations on Reliability of Shuttle. NASA.
- Feynman, Richard P. (1988), "Difficulties in Applying the Variational Principle to Quantum Field Theories", in L. Polley and D.E.L. Pottinger (ed.), Variational Calculations in Quantum Field Theory, World Scientific (published August 1, 1988), pp. 28–40, Proceedings of the International Workshop at Wangerooge Island, Germany; Sept 1-4, 1987
- Feynman, Richard P. (2000). Laurie M. Brown (ed.). Selected Papers of Richard Feynman: With Commentary. 20th Century Physics. World Scientific.

### 교과서 및 강의 노트

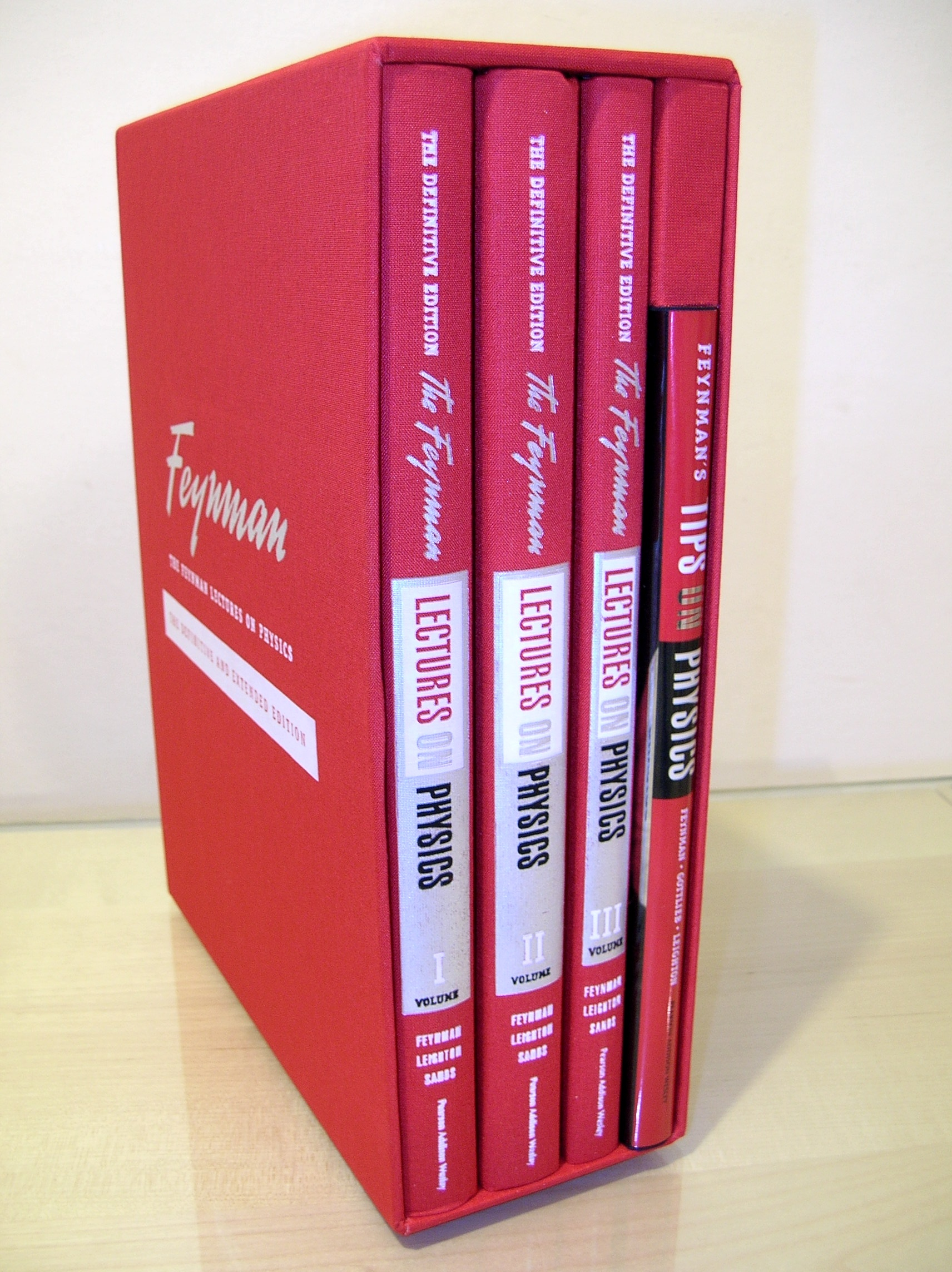
《파인만의 물리학 팁을 포함한 파인만의 물리학 강의: 확정판 및 확장판》 (2판, 2005)

《파인만 물리학 강의》는 1961년부터 1964년까지 칼텍 학부생들을 대상으로 한 강의에서 편집된 물리학에 관심이 있는 사람이라면 누구나 쉽게 접할 수 있는 저술일 것이다. 강의의 명료성에 대한 소식이 전해지자 전문 물리학자, 대학원생들이 듣기 위해 들르기 시작했다. 파인만의 동료인 공동 저자 로버트 B. 레이튼Robert B. Leighton와 매튜 샌즈Matthew Sands가 책의 형태로 편집하고 그림을 그렸다. 그 일은 지금까지 지속되어왔고 오늘날까지 유용하다. 이 책들은 2005년 마이클 고틀립Michael Gottlieb과 랄프 레이튼Ralph Leighton(로버트 레이튼Robert Leighton의 아들)이 킵 손과 다른 물리학자들의 지원으로 파인만의 물리학에 대한 문제해결 팁과 함께 편집되고 보완되었다.
- Feynman, Richard P.; Leighton, Robert B.; Sands, Matthew (2005) [1970]. The Feynman Lectures on Physics: The Definitive and Extended Edition (2nd ed.). Addison Wesley. Includes Feynman's Tips on Physics (with Michael Gottlieb and Ralph Leighton), which includes four previously unreleased lectures on problem solving, exercises by Robert Leighton and Rochus Vogt, and a historical essay by Matthew Sands. Three volumes; originally published as separate volumes in 1964 and 1966.
- Feynman, Richard P. (1961). Theory of Fundamental Processes. Addison Wesley.
- Feynman, Richard P. (1962). Quantum Electrodynamics. Addison Wesley.
- Feynman, Richard P.; Hibbs, Albert (1965). Quantum Mechanics and Path Integrals. McGraw Hill.
- Feynman, Richard P. (1967). The Character of Physical Law: The 1964 Messenger Lectures. MIT Press.
- Feynman, Richard P. (1972). Statistical Mechanics: A Set of Lectures. Reading, Mass: W. A. Benjamin.
- Feynman, Richard P. (1985b). QED: The Strange Theory of Light and Matter. Princeton University Press.
- Feynman, Richard P. (1987). Elementary Particles and the Laws of Physics: The 1986 Dirac Memorial Lectures. Cambridge University Press.
- Feynman, Richard P. (1995). Brian Hatfield (ed.). Lectures on Gravitation. Addison Wesley Longman.
- Feynman, Richard P. (1997). Feynman's Lost Lecture: The Motion of Planets Around the Sun (Vintage Press ed.). London: Vintage.
- Feynman, Richard P. (2000). Tony Hey and Robin W. Allen (ed.). Feynman Lectures on Computation. Perseus Books Group.

- 리처드 파인만, 로버트 레이턴, 매슈 샌즈 《파인만 물리학 강의 1》 박병철 옮김. 승산, 2004.
- 리처드 파인만, 로버트 레이턴, 매슈 샌즈 《파인만 물리학 강의 2》 김인보 옮김. 승산, 2006.
- 리처드 파인만, 로버트 레이턴, 매슈 샌즈 《파인만 물리학 강의 3》 정재승, 정무광, 김충구 옮김. 승산, 2009.
- 리처드 파인만, 마이클 고틀리브, 랠프 레이턴 《파인만 물리학 길라잡이》 박병철 옮김. 승산, 2006.
- 리처드 파인만 《파인만의 QED강의》 박병철 옮김. 승산, 2001년.
- 리처드 파인만 《물리법칙의 특성》 안동완 옮김. 해나무, 2003년.
- 데이비드 L. 구드스타인, 주디스 R. 구드스타인 《파인만 강의: 태양 주위의 행성 운동에 관하여》 강주상 옮김. 한승, 2004.

### 대중적 저술
- Feynman, Richard P. (1985). Ralph Leighton (ed.). Surely You're Joking, Mr. Feynman!: Adventures of a Curious Character. W. W. Norton & Co.
- Feynman, Richard P. (1988a). Ralph Leighton (ed.). What Do You Care What Other People Think?: Further Adventures of a Curious Character. W. W. Norton & Co.
- No Ordinary Genius: The Illustrated Richard Feynman, ed. Christopher Sykes, W. W. Norton & Co, 1996,
- Six Easy Pieces: Essentials of Physics Explained by Its Most Brilliant Teacher, Perseus Books, 1994, Listed by the Board of Directors of the Modern Library as one of the 100 best nonfiction books.[214]
- Six Not So Easy Pieces: Einstein's Relativity, Symmetry and Space-Time, Addison Wesley, 1997,
- Feynman, Richard P. (1998). The Meaning of It All: Thoughts of a Citizen Scientist. Reading, Massachusetts: Perseus Publishing.
- Feynman, Richard P. (1999). Robbins, Jeffrey (ed.). The Pleasure of Finding Things Out: The Best Short Works of Richard P. Feynman. Cambridge, Massachusetts: Perseus Books.
- Classic Feynman: All the Adventures of a Curious Character, edited by Ralph Leighton, W. W. Norton & Co, 2005, Chronologically reordered omnibus volume of Surely You're Joking, Mr. Feynman! and What Do You Care What Other People Think?, with a bundled CD containing one of Feynman's signature lectures.

- 리처드 파인만 《파인만씨 농담도 정말 잘하시네요!》 도솔, 1987년.
- 리처드 파인만 《파인만 씨, 농담도 잘하시네! 1》 사이언스 북스, 2000년.
- 리처드 파인만 《파인만 씨, 농담도 잘하시네! 2》 사이언스 북스, 2000년.
- 파리처드 파인만 《미스터 파인만!》 사이언스 북스, 1997년.
- 리처드 파인만 《남이야 뭐라 하건!》 사이언스 북스, 2004년.
- 리처드 파인만 《발견하는 즐거움》 승산, 2001년.
- 리처드 파인만 《파인만의 여섯가지 물리 이야기》 승산, 2008년.
- 리처드 파인만 《파인만의 또 다른 물리이야기》 승산, 2003년
- 리처드 파인만 《파인만의 과학이란 무엇인가》 승산, 2008년
- 리처드 파인만 《파인만의 엉뚱 발랄한 컴퓨터 강의》 한빛미디어, 2006년.
- 리처드 파인만 《파인만!》 사이언스북스, 2008년.
- 리처드 파인만, 랠프 레이튼 《클래식 파인만: 천재 물리학자 파인만의 유쾌한 모험》 사이언스북스, 2018년.
- 제임스 글릭 《천재 리처드 파인만의 삶과 과학》 승산, 2005년.
- 랠프 레이튼 《투바: 라처드 파인만의 마지막 여행》 해나무, 2002년.

### 오디오 및 비디오 레코딩
- Safecracker Suite (a collection of drum pieces interspersed with Feynman telling anecdotes)
- Los Alamos From Below (audio, talk given by Feynman at Santa Barbara on February 6, 1975)
- Six Easy Pieces (original lectures upon which the book is based)
- Six Not So Easy Pieces (original lectures upon which the book is based)
- The Feynman Lectures on Physics: The Complete Audio Collection
- Samples of Feynman's drumming, chanting and speech are included in the songs "Tuva Groove (Bolur Daa-Bol, Bolbas Daa-Bol)" and "Kargyraa Rap (Dürgen Chugaa)" on the album Back Tuva Future, The Adventure Continues by Kongar-ool Ondar. The hidden track on this album also includes excerpts from lectures without musical background.
- The Messenger Lectures, given at Cornell in 1964, in which he explains basic topics in physics.[215] Available on Project Tuva free. (See also the book The Character of Physical Law)
- Take the world from another point of view [videorecording] / with Richard Feynman; Films for the Hu (1972)
- The Douglas Robb Memorial Lectures, four public lectures of which the four chapters of the book QED: The Strange Theory of Light and Matter are transcripts. (1979)
- The Pleasure of Finding Things Out, BBC Horizon episode (1981) (not to be confused with the later published book of the same title)
- Richard Feynman: Richard Feynman: Fun to Imagine Collection, BBC Archive of six short films of Feynman talking in a style that is accessible to all about the physics behind common to all experiences. (1983)
- Elementary Particles and the Laws of Physics (1986)
- Tiny Machines: The Feynman Talk on Nanotechnology (video, 1984)
- Computers From the Inside Out (video)
- Quantum Mechanical View of Reality: Workshop at Esalen (video, 1983)
- Idiosyncratic Thinking Workshop (video, 1985)
- Bits and Pieces—From Richard's Life and Times (video, 1988)
- Strangeness Minus Three (video, BBC Horizon 1964)
- No Ordinary Genius (video, Cristopher Sykes Documentary)
- Richard Feynman—The Best Mind Since Einstein (video, Documentary)
- The Motion of Planets Around the Sun (audio, sometimes titled "Feynman's Lost Lecture")
- Nature of Matter (audio)

## 추가 자료

### 소논문
- Physics Today, American Institute of Physics magazine, February 1989 Issue. (Vol. 42, No. 2.) Special Feynman memorial issue containing non-technical articles on Feynman's life and work in physics.
- Feynman, Richard P. (1987). Ralph Leighton (ed.). "Mr. Feynman Goes to Washington". Engineering and Science. Caltech. 51 (1): 6–22.

### 저서
- Brown, Laurie M. and Rigden, John S. (editors) (1993) Most of the Good Stuff: Memories of Richard Feynman Simon & Schuster, New York. Commentary by Joan Feynman, John Wheeler, Hans Bethe, Julian Schwinger, Murray Gell-Mann, Daniel Hillis, David Goodstein, Freeman Dyson, and Laurie Brown
- Dyson, Freeman (1979) Disturbing the Universe. Harper and Row. Dyson's autobiography. The chapters "A Scientific Apprenticeship" and "A Ride to Albuquerque" describe his impressions of Feynman in the period 1947–48 when Dyson was a graduate student at Cornell
- Feynman, Michelle, ed. (2005). Perfectly Reasonable Deviations from the Beaten Track: The Letters of Richard P. Feynman. Basic Books. (Published in the UK under the title: Don't You Have Time to Think?, with additional commentary by Michelle Feynman, Allen Lane, 2005.
- Leighton, Ralph (2000). Tuva or Bust!: Richard Feynman's last journey. W. W. Norton & Company; 랄프 레이튼 《투바: 리처드 파인만의 마지막 여행》 안동완 옮김. 해나무, 2002.
- LeVine, Harry (2009). The Great Explainer: The Story of Richard Feynman. Greensboro, North Carolina: Morgan Reynolds.; for high school readers
- Milburn, Gerald J. (1998). The Feynman Processor: Quantum Entanglement and the Computing Revolution. Reading, Massachusetts: Perseus Books.
- Mlodinow, Leonard (2003). Feynman's Rainbow: A Search For Beauty In Physics And In Life. New York: Warner Books. Published in the United Kingdom as Some Time With Feynman
- Ottaviani, Jim; Myrick, Leland (2011). Feynman: The Graphic Novel. New York: First Second.

### 영화와 연극
- Infinity, a movie both directed by and starring Matthew Broderick as Feynman, depicting his love affair with his first wife and ending with the Trinity test. 1996.
- Parnell, Peter (2002), QED, Applause Books, (play).
- Whittell, Crispin (2006), Clever Dick, Oberon Books, (play)
- "The Quest for Tannu Tuva", with Richard Feynman and Ralph Leighton. 1987, BBC Horizon and PBS Nova (entitled "Last Journey of a Genius").
- No Ordinary Genius, a two-part documentary about Feynman's life and work, with contributions from colleagues, friends and family. 1993, BBC Horizon and PBS Nova (a one-hour version, under the title The Best Mind Since Einstein) (2 × 50-minute films)
- The Challenger (2013), a BBC Two factual drama starring William Hurt, tells the story of American Nobel prize-winning physicist Richard Feynman's determination to reveal the truth behind the 1986 Space Shuttle Challenger disaster.
- The Fantastic Mr Feynman. One hour documentary. 2013, BBC TV.
- How We Built The Bomb, a docudrama about The Manhattan Project at Los Alamos. Feynman is played by actor/playwright Michael Raver. 2015.

### 추가 링크
- Feynman and the Connection Machine
- 리처드 파인만 - Nobelprize.org  including the Nobel Lecture, December 11, 1965
- O’Connor, John J.; Robertson, Edmund F. (2002년 8월). “리처드 파인만”. 《MacTutor History of Mathematics Archive》 (영어). 세인트앤드루스 대학교.
- “리처드 파인만”. 《수학 계보 프로젝트》 (영어). 미국 수학회.
- Welcome to Feynman Online! 보관됨 2011-07-10 - 웨이백 머신